# Vysílač Liblice B
Vysílač Liblice B byl postaven v letech 1975 až 1976 jižně od Liblic, části města Český Brod, a východně od vsi Přistoupim na místě předchozího dožitého vysílače Blaw-Knox. Severní věž stojí v katastrálním území Liblice u Českého Brodu, jižní věž spadá do katastrálního území Přistoupim. Vysílač je s výškou 355 metrů nejvyšší stavbou v Česku. Oba stožáry jsou vybaveny švédskými motorovými výtahy ALIMAK. Výtahy jezdí až do výšky 350 m, a jsou tak nejvyššími výtahy v Česku.
Středisko Liblice B bylo od počátku určeno pro pokrytí (téměř) celých Čech druhým programem Československého rozhlasu (stanice „Praha“) na středních vlnách a je dimenzováno na výkon vysílače 1,5 MW. Ten zajišťovaly dva paralelně pracující vysílače výroby Tesla Hloubětín SRV750, ale od konce 20. století se z úsporných důvodů vysílalo jen jedním s výkonem 750 kW.
Stožáry podle návrhu Ing. Jana Šťovíčka jsou od sebe vzdálené 120 m a společně tvoří mírně směrový systém s vyšším vyzařováním směrem na jihojihozápad (neboť původně sloužily i jako protiváha vysílačů RNE ve španělské Coruñe a BBC v kyperském Lemesu, pracujících na stejné frekvenci). Unikátní výška vysílacích stožárů (i ve světovém měřítku) je dána patentovanou konstrukcí ARPO (anténa s regulovatelným proudovým obložením), kdy je stožár obklopen klecí z drátových vodičů. To umožnilo použít vyšší stožár než u obvyklých tzv. antifadingových vysílacích antén, které mívají 5/8 vlnové délky (ta je zde 469 metrů).
Od prosince 1978 vysílal na frekvenci 639 kHz (předtím 638 kHz) program ČRo Dvojka (dříve „Praha“). Ve všední dny od 4:00 do půlnoci, o víkendu od 5:00. Vysílání bylo ukončeno 31. prosince 2021 ve 23:59:59. 
Poblíž obce se také nacházely původní 150 m vysoké stožáry rozhlasového vysílače Liblice A, postavené v letech 1929 až 1931. Ty ale byly 11. srpna 2004 odstřeleny. Odtud šířil signál Vysílač OMA. 2. března 2023 České Radiokomunikace rozhodly o zachování stožárů a pátraly po novém využití, avšak 13. března 2023 znovu podaly žádost o povolení k odstřelu. V květnu 2023 bylo s jednou z celoplošných komerčních stanic (s Country Radiem) ujednáno obnovení vysílání od podzimu 2023 do roku 2025. 27. září 2023 bylo vysílání obnoveno na původní frekvenci 639 kHz, avšak s polovodičovým vysílačem TRAM o výkonu 20 kW.
Provoz stanice Country Radio byl ukončen 31. března 2025.

## Vysílané rozhlasové stanice

### Aktuálně
Vysílač mimo provoz.

### Dříve
|         | Stanice       | Kmitočet | Výkon (ERP) | Čas vysílání                            |
| ------- | ------------- | -------- | ----------- | --------------------------------------- |
| AM (SV) | Country Radio | 639 kHz  | 20 kW       | 24 hodin denně                          |
| AM (SV) | ČRo Dvojka    | 639 kHz  | 750 kW      | 4:00–23:59 (Po–Pá); 5:00–23:59 (So, Ne) |

## Zajímavosti
Při dobré dohlednosti lze věže spatřit až ze severních částí Prahy.
27. srpna 2005, v době, kdy byl vysílač kvůli údržbě mimo provoz, vystoupal parašutista na jednu z věží a skočil. Padák se mu zachytl o kotevní lano; vyprostili jej záchranáři z vrtulníku.
Českobrodská skupina „CZ“ (Celé Znova) složila o vysílači píseň „Tyčky“.